# Wacław Auleytner
Wacław Michał Auleytner, ps. Gorayski (ur. 12 września 1919 w Studziankach, zm. 3 maja 2016 w Warszawie) – polski działacz katolicki, sekretarz Ogólnopolskiego Klubu Postępowej Inteligencji Katolickiej, poseł na Sejm PRL VI, VII i VIII kadencji (1972–1985).

## Życiorys
Urodził się jako syn Kazimierza i Wandy z Pomian Zakrzewskich. Okres 1919–1932 spędził w rodzinnym dworze w Studziankach. W 1932 rozpoczął naukę w szkołach warszawskich, zakończoną nielegalną maturą w Liceum Katolickim Towarzystwa Oświatowo-Wychowawczego „Przyszłość” przy ul. Śniadeckich 17 w 1940. Wraz z bratem Julianem brał udział w wojnie obronnej Polski w 1939, w wyniku czego został na krótko aresztowany przez Niemców. W czasie II wojny światowej przebywał w Warszawie. Od jesieni 1941 uczęszczał na tajne komplety z pedagogiki na Uniwersytecie Warszawskim. Należał do Armii Krajowej i tajnych studenckich organizacji katolickich. W 1943 wziął ślub z Barbarą z Braumanów. 
W 1944 brał udział w powstaniu warszawskim na Starym Mieście i w Śródmieściu jako żołnierz batalionu „Gustaw”. 
W maju 1945 podjął kontynuację studiów na UW, a także pracę w Ministerstwie Aprowizacji i Handlu. Uzyskał wykształcenie wyższe niepełne. Wykonywał także funkcję kierownika Wydziału Zaopatrzenia w Centralnym Zarządzie Przemysłu Spożywczego.

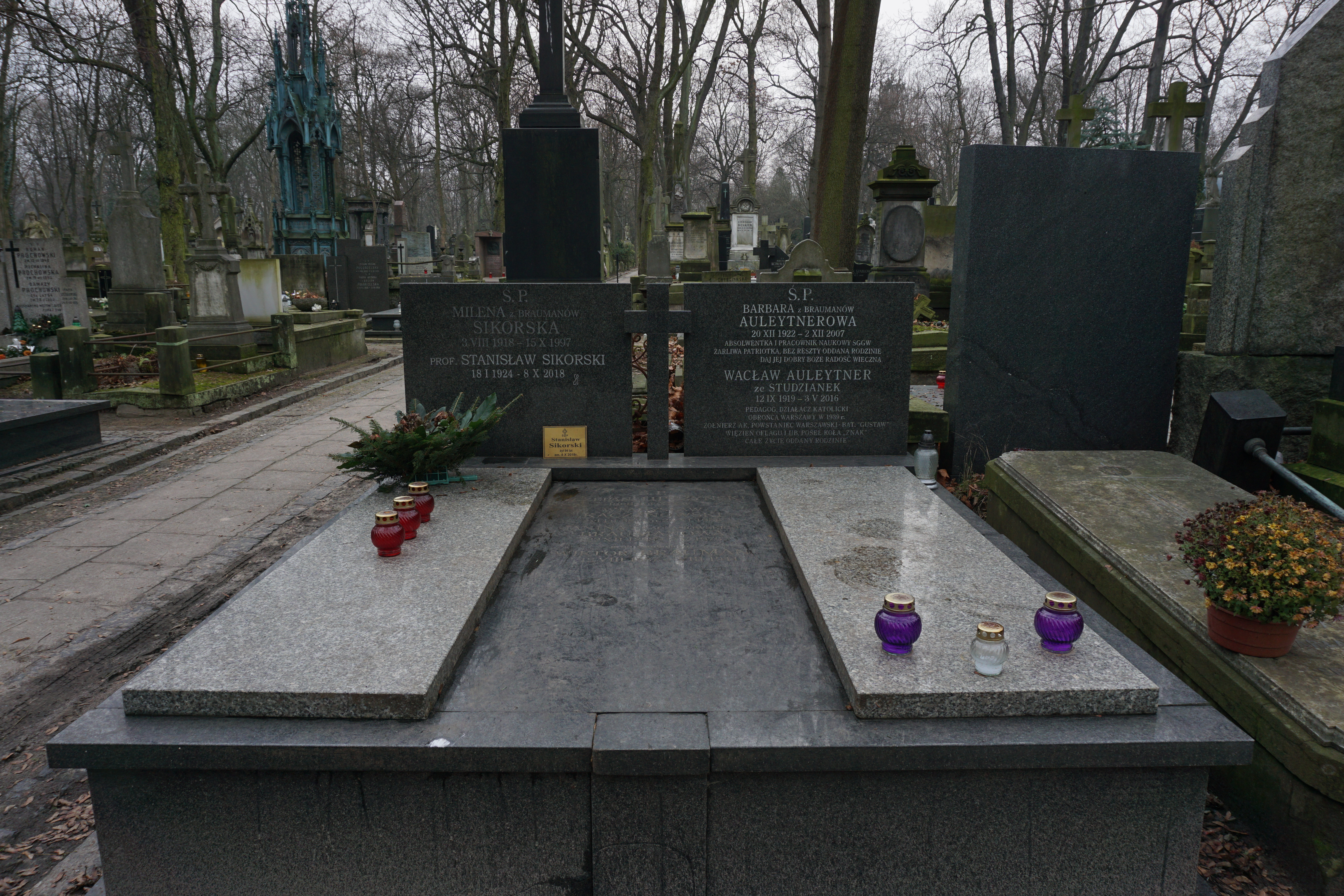
Grób Wacława Auleytnera na cmentarzu Powązkowskim

Po II wojnie światowej ponownie związany ze środowiskami katolickimi. Od 1952 do 1956 należał do Stowarzyszenia PAX. W okresie 1954–1956 pracował w Instytucie Wydawniczym tej organizacji. W 1956 był współzałożycielem Klubów Inteligencji Katolickiej i został sekretarzem zarządu jednego z nich (w Warszawie), którym był do 1972. Od 1970 był także Sekretarzem Porozumienia o Współpracy KIK w Polsce. W 1972 uzyskał mandat posła na Sejm PRL VI kadencji z ramienia ZNAK-u w okręgu Bartoszyce, a cztery lata później reelekcję w okręgu Bielsko-Biała. W obu kadencjach zasiadał w Komisjach Oświaty i Wychowania oraz Zdrowia i Kultury Fizycznej. W 1980 ponownie dostał się do Sejmu w okręgu Kalisz (z ramienia PZKS). Był członkiem Komisji Oświaty i Wychowania (później: Oświaty, Wychowania, Nauki i Postępu Technicznego), Zdrowia i Kultury Fizycznej (następnie: Polityki Społecznej, Zdrowia i Kultury Fizycznej) oraz Skarg i Wniosków.
Zasiadał w prezydium Społecznego Komitetu Przeciwalkoholowego oraz w zarządzie Polskiego Komitetu Pomocy Społecznej. Był także członkiem Polskiego Społecznego Komitetu Bezpieczeństwa i Współpracy Europejskiej. W 1983 wybrany w skład Rady Krajowej PRON i prezydium Krajowej Rady Towarzystwa Przyjaźni Polsko-Radzieckiej. Zasiadał także w zarządzie Forum Europejskiego Laikatu.
Pochowany na cmentarzu Powązkowskim w Warszawie (kwatera 32-1-30/31).

## Współpraca ze Służbą Bezpieczeństwa PRL
17 sierpnia 2013 Wacław Auleytner złożył oświadczenie, w którym przyznał się do kontaktów ze służbami specjalnymi PRL w latach 1949–1984, pod pseudonimami „Anna” i „Jarosławski” oraz prawdopodobnie „Maciek”. Zgodę na współpracę wyjaśnił nękającymi przesłuchaniami dokonywanymi przez UB w 1949. Do zadań Wacława Auleytnera należała m.in. inwigilacja środowiska KIK.

## Odznaczenia
- Krzyż Kawalerski Orderu Odrodzenia Polski (1969)[8]
- Medal 30-lecia Polski Ludowej
- Medal Komisji Edukacji Narodowej